# Velbert
Velbert er en by i Tyskland i delstaten Nordrhein-Westfalen med cirka 90.000 indbyggere. Byen ligger i kreisen Mettmann og er kendt for den 300 meter høje radiomast Sender Langenberg.

## Geografi
Velbert ligger i åsen Berg, cirka 20 km nordøst for Düsseldorf og 12 km nordvest for Wuppertal ved den venstre bred af floden Ruhr.
Velbert ligger i den højeste del af Berg og gennemsnitshøjden i byen er 230 meter over havet. Det højeste punkt er 303 meter, ved Hordt-Berg, og det laveste er cirka 80 meter ved Nierenhof am Deilbach.